# 高松オリーブホール
高松オリーブホール（たかまつオリーブホール）は、香川県高松市にある多目的ホール。
南新町商店街にあるビル3階に当施設がある。2007年に施設老朽化等のため休館が検討されたが、地元楽器店が運営を引き受けリニューアルオープンした。なお、かつての運営会社（現在もビル自体の所有者）は香川銀行の関連会社の香川興産で、ここは1969年まで同行前身の香川相互銀行の本店だった場所である。そのため1階には同行ATMが、2階にはトモニカード香川支社が入っている。

## 施設概要
- 所在地：香川県高松市南新町5番地6 サンプレイスビル3階
- 最大定員：座席200席、オールスタンディング350名
- 面積：280.5m2
- 開館：1982年

## 交通アクセス
- ことでん瓦町駅徒歩5分